# Mikko Savola
Mikko Savola, född 29 november 1981 i Etseri, är en finländsk politiker (Centern). Han är ledamot av Finlands riksdag sedan 2011. Savola har varit verksam som lantbruksföretagare och är tradenom till utbildningen.
Savola omvaldes i riksdagsvalet 2015 med 8 476 röster från Vasa valkrets.

## Utmärkelser
- Riddartecknet av I klass av Finlands Lejons orden,  6 december 2019[3]
- Andra graden av Terra Mariana-korsets orden,  23 maj 2024[4]

[Redigera Wikidata]